# Sophie Wilmès
Sophie Wilmès, född 15 januari 1975 i Ixelles i Bryssel, är en belgisk politiker. Mellan 27 oktober 2019 och 1 oktober 2020 var hon Belgiens premiärminister.

## Biografi
Sophie Wilmès är född i Ixelles i regionen Bryssel. Hon växte upp i Grez-Doiceau i Vallonien. Senare flyttade hon tillbaka till Bryssel för att studera. Wilmès är en ashkenazisk jude på sin mors sida och Belgiens första premiärminister av judisk härkomst.
Sophie Wilmès har studerat kommunikation vid Institut des hautes études des communications sociales och ekonomistyrning vid Saint-Louis universitet. Hon har arbetat i Europeiska kommissionen och på en advokatbyrå.

## Politisk karriär
Sophie Wilmès blev invald till Uccles kommunalfullmäktige år 2000 och i Belgiens parlament. Innan hon utsågs till premiärminister var Wilmès finansminister i Charles Michels andra regering. Hon är Belgiens första kvinnliga premiärminister.
Wilmès har också haft förtroendeuppdrag i sitt partis lokalföreningar i Sint-Genesius-Rode (2009–2013) och Bryssel (2013).

## Privatliv
Sedan 2009 är Wilmès gift med en australisk fotbollsspelare, Christopher Stone. Paret har tre gemensamma döttrar. Familjen är tvåspråkig: barnen talar engelska med sin far och franska med sin mor.